# 上海浦東発展銀行
上海浦東発展銀行（シャンハイほとうはってんぎんこう、中国語: 上海浦东发展银行、英語: Shanghai Pudong Development Bank Company Limited）は、中華人民共和国の上海市黄浦区に本社を置く商業銀行である。1992年10月に設立され、1993年1月9日正式に開業した。1999年11月10日に上海証券取引所に上場している。通称は「浦発銀行」（ほはつぎんこう、中国語: 浦发银行、英語: SPD Bank）。

## 概要
上海浦東発展銀行は本社が上海市浦東新区中山一路にあり、565の事業機関をかかえ、各地に34支社があり、従業員は約19,000人である（2009年12月現在）。総資産額は1兆6615億元、預金総額は1兆3067億元、貸出総額は9280億元であった（2010年3月末現在）。
また、2005年に米国のシティグループに株式の19.9パーセントを売却したが、シティグループは2012年までに上海浦東発展銀行の株式をすべて売却している。
日本航空との提携カードを発行している。

## 関連項目

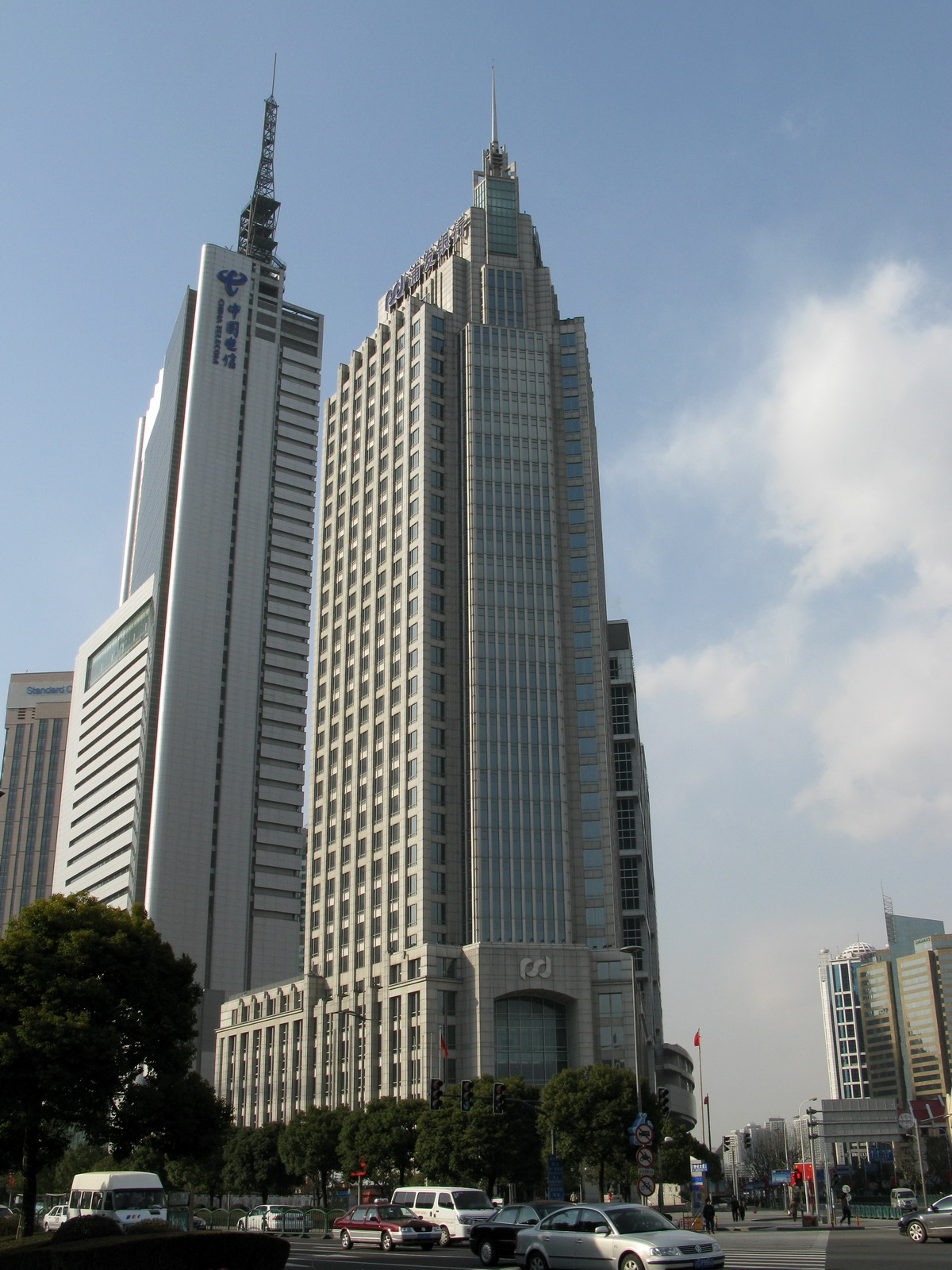
浦発タワー、上海市浦東新区の浦東発展銀行上海支店